# Argelos (Pyrénées-Atlantiques)
Argelos ist eine französische Gemeinde mit 274 Einwohnern (Stand: 1. Januar 2022) im Département Pyrénées-Atlantiques in der Region Nouvelle-Aquitaine. Sie gehört zum Arrondissement  Pau und zum Kanton Terres des Luys et Coteaux du Vic-Bilh (bis 2015: Kanton Thèze). Die Einwohner werden Navaillais genannt.

## Geographie
Argelos liegt etwa 16 Kilometer nördlich von Pau. Nachbargemeinden von Argelos sind Thèze im Norden, Auriac im Osten und Nordosten, Astis im Osten und Südosten, Navailles-Angos im Süden, Doumy im Westen sowie Viven im Nordwesten.

## Bevölkerungsentwicklung
| Jahr                      | 1962 | 1968 | 1975 | 1982 | 1990 | 1999 | 2006 | 2013 |
| Einwohner                 | 133  | 128  | 136  | 131  | 197  | 217  | 249  | 247  |
| Quelle: Cassini und INSEE |      |      |      |      |      |      |      |      |

## Sehenswürdigkeiten
- Kirche Saint-André aus dem 12. Jahrhundert

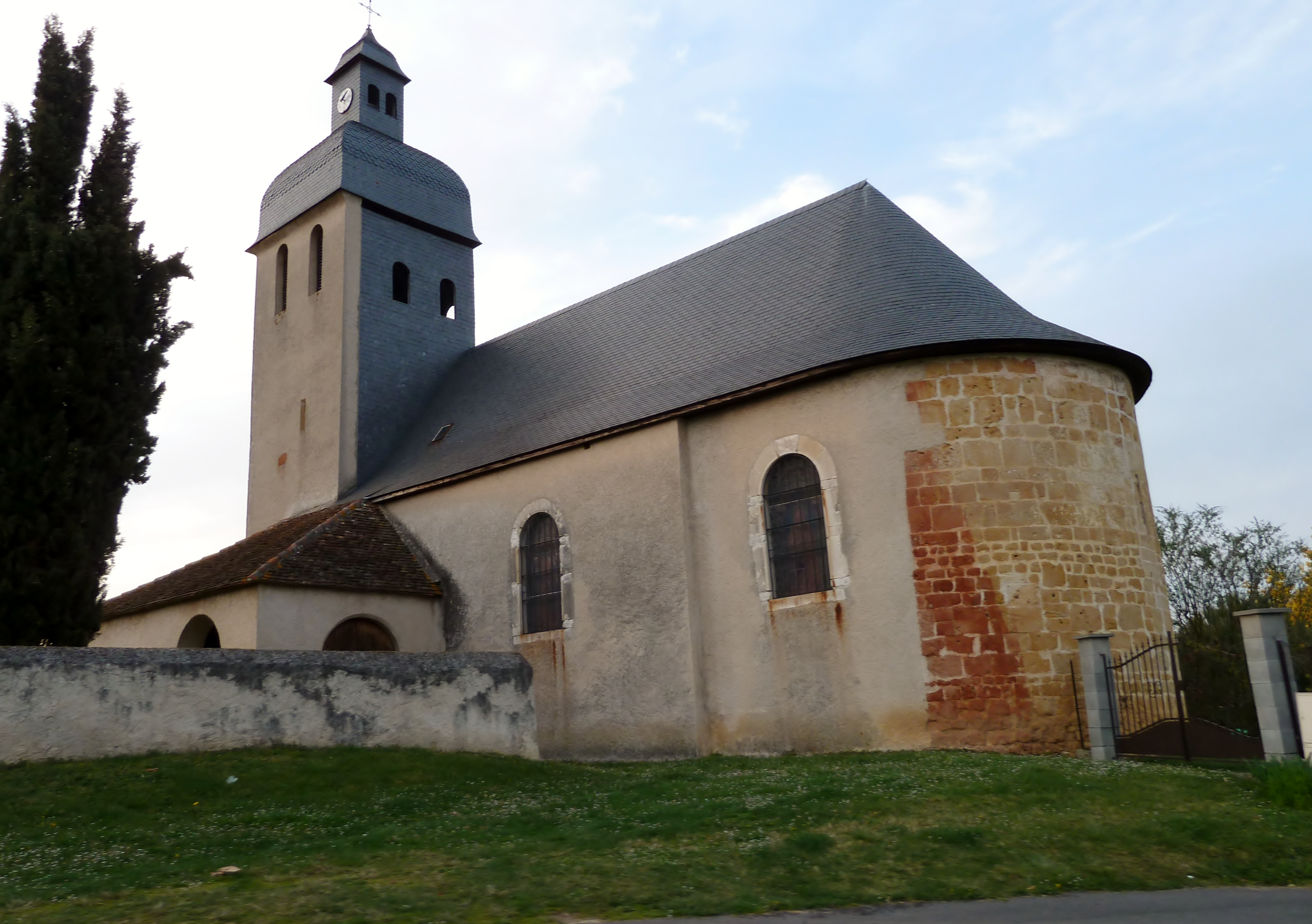
Kirche Saint-André